# بریل (کانی)
کانی بریل (انگلیسی: Beryl) یک سیلیکات آلومینیم‌دار بریلیوم با فرمول شیمیایی Be3Al2(SiO3)6 است. بلورهای شش‌گوشه بریل ممکن است بسیار کوچک باشند. شکست بریل صدفی و سختی آن ۷/۵ – ۸ و گرانش آن ۲/۶۳ – ۲/۸۰ است. جلای این نوع کانی شیشه ای است که به صورت شفاف و نیمه شفاف است. رخ بریل از نوع قاعده‌ای و نمود آن به صورت شش‌گوشه دوگانه (دی‌هگزاگونال) دوهِرمی است.
بریل خالص بی‌رنگ است اما بر اثر ناخالصی‌ها غالباً ته‌رنگ می‌گیرد. رنگ‌های ممکن این نوع کانی، سبز، آبی، زرد، قرمز و سفید است. نام بریل از واژه یونانی beryllos، رنگ سبز-آبی دریا گرفته شده‌است.

## گونه‌گونی
انوع مختلف این کانی از دوران پیش از تاریخ جزء گوهرسنگ‌ها به شمار می‌آیند. بریل سبز را زمرد، بریل سرخ را زمرد سرخ (بیکسبیت)، بریل آبی را زمرد کبود، بریل صورتی را زمرد صورتی (مورگانیت)، بریل بی‌رنگ را گوشنیت و بریل زرد روشن را زمرد طلایی می‌نامند. نوع دیگری از این کانی نیز وجود دارد که آن را هلیودور می خوانند که شبیه زمرد طلایی می باشد.

## نهشته‌ها
بریل به وفور در پگماتیت‌های گرانیتی یافت می‌شود. البته در شیست‌های میکا دار در کوه‌های اورال وجود دارد. کانی بریل بویژه نوع مورگانیت آن در ماداگاسکار وجود دارد.
زمردهای معروف جهان در موسو و چیوور و کلمبیا و بویاکا یافت شده‌اند. این زمردها همچنین در ترنسوال، جنوب آفریقا، برزیل و نزدیک مورسینکا در اورال و نیز در شمال کالیفرنیا دیده شده‌اند. پگماتیت‌های نیوانگلند برخی از بزرگترین بریل‌های یافت شده شامل یک توده بلوری با ابعاد۱/۲ ۵۰۵ × متر و وزن ۱۸ تن ایجاد کرده‌اند.